# Хайдакханди Самадж
Хайдакханди Самадж (англ. Haidakhandi Samaj) — международная неоиндуистская организация шиваитского направления, основанная Хайдакхан Бабаджи в 1980 году в Индии.
Хайдакхан Бабаджи (ум. 1984) проповедовал на Севере Индии в 1970—1980-е годы, впоследствии таинственно исчез и почитается последователями в качестве аватары бога Шивы и перевоплощения йога Махаватара Бабаджи. Он учил повторению мантры «Ом намах Шивая», практике ведийского ритуала агнихотра и священности обычного труда в качестве карма-йоги. Его ашрам в селе Хайдакхан штата Уттаракханд в Индии стал центром нового движения. Отделения организации возникли в Европе и Америке.
Особое внимание уделяется России, так как, согласно воззрениям лидеров движения, именно здесь риши создали Веды, а в Сибири когда-то был важнейший храм Ханумана и происходили события эпоса Рамаяна. Одна из первых бабаджитских общин около 1991 года возникла в Москве на базе йогической школы Антонова. Ученица Бабаджи латышка Расма Розите в 1992 году основала ашрам «Омкар Шива Дхам» в деревне Окунево (Омская область) на месте, как считается, того самого мифического храма, должный стать столицей мира в эру нового «золотого века».